# Depresszió (együttes)
A Depresszió egy magyar rock/metalegyüttes. A négytagú zenekar 1999 végén vált teljessé. A már egy ideje együtt zenélő három alapító taghoz (Halász Ferenc – ének/gitár, Nagy Dávid – dob, Reichert Roland – basszusgitár) 1999 végén csatlakozott Hartmann Ádám, és ezzel már véglegesen megalakult a Depresszió. Az év eleji felkészülések közben már klubkoncertekkel elindult a zenekar. Első nagylemezüket 2000 augusztusában rögzítették. Hét stúdióalbumot, egy EP-t és három DVD-t adtak ki ezidáig. 2014-ben az együttes bekerült A Dal 2014 eurovíziós nemzeti dalválasztó show elődöntőjébe Csak a zene című dalukkal. A 2011-es Vízválasztó albummal kezdődően, minden stúdióalbumuk a Mahasz lemezeladási lista első helyét szerezte meg. Vízválasztó, majd a 2014-es A folyamat zajlik albumok is több mint 2000 példányban kelt el, így aranylemez minősítést kaptak. A 2017-es Válaszok után… már platinalemez lett. Legutóbbi albumuk, a 2019-es Nehéz szó, három héten át vezette a Mahasz Top 40 lemezeladási listát.

## Tagok
Jelenlegi felállás
- Halász Ferenc – ének, gitár (1999-)
- Hartmann Ádám – gitár, vokál (1999-)
- Nagy Dávid – dob (1999-)
- Kovács Zoltán – basszusgitár, hörgés (2002-)

Korábbi tagok
- Reichert Roland – basszusgitár (1999-2002)
- Pálffy 'Soda' Miklós – sampler, billentyűs hangszerek, vokál (2009-2017)

## Diszkográfia

### Nagylemezek
- Tiszta erőből (2000)
- Amíg tart (2001)
- Egy életen át (2004)
- Az ébredés útján (2006)
- Egyensúly  (2008)
- Vízválasztó (2011)
- A folyamat zajlik... (2014)
- Válaszok után… (2017)
- Nehéz szó (2019)
- Vissza a Földre (2022)

### Koncertlemezek
- Csak a zene (2013)

### Válogatások
- Nincs jobb kor (2010)
- 20+1 (2021)

### Kislemezek
- Még1X (2006)

### Demó albumok
- Messiás (1999)

### DVD
- Depi birthdayVD (2005)
- DE 3,14 Live (2008)
- 10 éves jubileumi koncert (2011)
- 15 éves jubileumi koncert (2016)